# 御穂鹿嶋神社
御穂鹿嶋神社（みほかしまじんじゃ）は、東京都港区芝4丁目にある神社。
御穂神社と付近にあった鹿嶋神社を2004年（平成16年）に合祀した。御穂鹿嶋神社と称する。
旧社格は村社で、本芝地区（現・芝4丁目）の鎮守。
元々は「御穂神社」と「鹿嶋神社」という別の神社であったが、どちらも本芝地区の鎮守であったため、古くから「本芝両社」と称されていた。
氏子地域は芝四丁目、芝浦一丁目、芝浦二丁目、海岸ニ丁目、海岸三丁目。このため本芝町会、芝浦一丁目町会、芝浦二丁目町会、海岸ニ・三丁目町会が祭礼に参加している。
落語・芝浜のモデルになった芝浜とはこの地付近を指し、御菜八ヶ浦の一つ本芝浦の陸側の事である。当地には雑魚場の愛称で知られた魚市場があった。
本芝公園から芝浦へ抜けるJRの架道橋は雑魚場架道橋という名称である。

## 沿革
- 2004年 - 御穂神社と鹿島神社を合祀
- 2006年 - 旧鹿嶋神社境内に新社殿が完成

## ご利益
- 勝利祈願
- 旅行安全
- 武芸上達
- 事業成功
- 出世開運 ほか

## 交通アクセス
- JR山手線　田町駅から徒歩5分
- 都営三田線、浅草線　三田駅から徒歩2分